# Toeplitz-Algebra
Die Toeplitz-Algebra ist eine im mathematischen Teilgebiet der Funktionalanalysis untersuchte C*-Algebra, die eng mit Toeplitz-Operatoren zusammenhängt.

## Definition
Sei {\displaystyle S\colon \ell ^{2}\rightarrow \ell ^{2}} der unilaterale Shiftoperator auf dem Hilbertraum {\displaystyle \ell ^{2}} mit der kanonischen Orthonormalbasis {\displaystyle e_{n}=(0,\ldots ,0,1,0,\ldots ),\,n=0,1,2,\ldots }, wobei die 1 an der {\displaystyle n}-ten Stelle steht. {\displaystyle S} ist als stetiger, linearer Operator durch die Bedingungen {\displaystyle Se_{n}=e_{n+1}} festgelegt.
Die Toeplitz-Algebra {\displaystyle {\mathcal {T}}} ist definiert als die von {\displaystyle S} erzeugte C*-Algebra.

## Bemerkungen
- Da {\displaystyle S} kein normaler Operator ist, ist  {\displaystyle {\mathcal {T}}} nicht kommutativ.

- {\displaystyle {\mathcal {T}}} enthält die eindimensionale Orthogonalprojektion {\displaystyle \langle \cdot ,e_{0}\rangle e_{0}=1_{\ell ^{2}}-SS^{*}}, also einen kompakten Operator. Man kann zeigen, dass  {\displaystyle {\mathcal {T}}} irreduzibel auf {\displaystyle \ell ^{2}} operiert und daher die Menge  {\displaystyle {\mathcal {K}}(\ell ^{2})} aller kompakten Operatoren auf {\displaystyle \ell ^{2}} enthalten muss. Insbesondere ist {\displaystyle {\mathcal {K}}(\ell ^{2})} ein abgeschlossenes, zweiseitiges Ideal in {\displaystyle {\mathcal {T}}}.

## Toeplitz-Operatoren
Nimmt man statt des Folgenraums {\displaystyle \ell ^{2}} mit der kanonischen Orthonormalbasis den Hardy-Raum {\displaystyle H^{2}} mit der Orthonormalbasis {\displaystyle e_{n}:\mathbb {T} =\{z\in \mathbb {C} \mid |z|=1\}\rightarrow \mathbb {C} }, {\displaystyle z\mapsto z^{n}}, {\displaystyle n=0,1,2,\ldots }, so ist der Shiftoperator nichts anderes als die Multiplikation mit {\displaystyle z}, denn {\displaystyle z\cdot z^{n}=z^{n+1}}.
Für eine wesentlich beschränkte, messbare Funktion {\displaystyle f\colon \mathbb {T} \rightarrow \mathbb {C} } wird die Kompression des Multiplikationsoperators {\displaystyle L^{2}(\mathbb {T} )\rightarrow L^{2}(\mathbb {T} ),\varphi \mapsto f\cdot \varphi } auf den Unterraum {\displaystyle H^{2}} mit {\displaystyle T_{f}} bezeichnet, solche Operatoren heißen Toeplitz-Operatoren. Damit ist der Shiftoperator der Toeplitz-Operator  {\displaystyle T_{\mathrm {id} _{\mathbb {T} }}}. Die davon erzeugte C*-Algebra ist mittels der unitären Abbildung {\displaystyle \ell ^{2}\rightarrow H^{2}}, die die angegebenen Orthonormalbasen aufeinander abbildet, unitär äquivalent zu {\displaystyle {\mathcal {T}}}, sie wird daher ebenfalls als die Toeplitz-Algebra {\displaystyle {\mathcal {T}}} angesprochen. Man erhält folgende Gleichung
{\displaystyle {\mathcal {T}}=\{T_{f}+K\mid f\in C(\mathbb {T} ),K\in {\mathcal {K}}(H^{2})\}}.
Dabei ist {\displaystyle C(\mathbb {T} )} die Funktionenalgebra der stetigen Funktionen {\displaystyle \mathbb {T} \rightarrow \mathbb {C} }. Das Symbol {\displaystyle f} des Toeplitz-Operators ist dabei eindeutig bestimmt. Man erhält folgende kurze exakte Sequenz
{\displaystyle \{0\}\rightarrow {\mathcal {K}}(H^{2})\,{\xrightarrow[{}]{\quad \subset \quad }}\,{\mathcal {T}}\,{\xrightarrow[{}]{T_{f}+K\to f}}\,C(\mathbb {T} )\rightarrow \{0\}}
von C*-Algebren und *-Homomorphismen. Da {\displaystyle C(\mathbb {T} )} als kommutative C*-Algebra liminal ist, ergibt sich aus dieser Sequenz, dass die Toeplitz-Algebra postliminal, aber nicht liminal ist.

## Satz von Coburn
Der Satz von Coburn kennzeichnet die Toeplitz-Algebra als eine C*-Algebren, die von einer echten Isometrie, das heißt einem Element {\displaystyle V} mit {\displaystyle V^{*}V=1,VV^{*}\not =1}, erzeugt wird:
- Ist {\displaystyle {\mathcal {A}}} eine C*-Algebra, die von einer echten Isometrie {\displaystyle V} erzeugt wird, so gibt es genau einen *-Isomorphismus {\displaystyle \varphi \colon {\mathcal {T}}\rightarrow {\mathcal {A}}} mit {\displaystyle \varphi (S)=V}.[4][5]

Für den Beweis ist es wesentlich, dass die Isometrie echt ist. Ist die Isometrie {\displaystyle V} nicht echt, also unitär, so ist die von {\displaystyle V} erzeugte C*-Algebra kommutativ und kann daher nicht isomorph zu {\displaystyle {\mathcal {T}}} sein.

## K-Gruppen
Die K-Theorie für die Toepolitz-Algebra {\displaystyle {\mathcal {T}}} sieht wie folgt aus. {\displaystyle K_{0}({\mathcal {T}})\cong \mathbb {Z} } und ein erzeugendes Element ist durch die Äquivalenzklasse einer eindimensionalen Orthogonalprojektion gegeben. Die {\displaystyle K_{1}}-Gruppe verschwindet, das heißt {\displaystyle K_{1}({\mathcal {T}})\cong \{0\}}.

## Verallgemeinerung
Bei Nikolski findet sich eine etwas allgemeinere Definition.
Dort ist die Toeplitz-Algebra die Unteralgebra von {\displaystyle L(H^{2})}, die von allen Toeplitz-Operatoren erzeugt wird.
Der Autor räumt ein, dass diese Algebra für Untersuchungen zu groß sei, auch wenn sie nicht mit {\displaystyle L(H^{2})}, der Algebra aller stetigen, linearen Operatoren auf {\displaystyle H^{2}}, zusammenfällt.
Ist {\displaystyle X\subset L^{\infty }(\mathbb {T} )} eine abgeschlossene Unteralgebra, so sei {\displaystyle \mathrm {alg} {\mathcal {T}}_{X}} die von {\displaystyle \{T_{f}\mid f\in X\}} erzeugte abgeschlossene Unteralgebra von {\displaystyle L(H^{2})}.
Die allgemeinere Toeplitz-Algebra im Sinne Nikolskis ist damit gleich {\displaystyle \mathrm {alg} {\mathcal {T}}_{L^{\infty }(\mathbb {T} )}}, die oben in diesem Artikel betrachtete Toeplitz-Algebra {\displaystyle {\mathcal {T}}} ist gleich. {\displaystyle \mathrm {alg} {\mathcal {T}}_{C(\mathbb {T} )}}.